# فرودگاه اوفیر
فرودگاه اوفیر (به انگلیسی: Ophir Airport) یک فرودگاه همگانی است که یک باند فرود چمن و شن دارد و طول باند آن ۵۹۱ متر است. این فرودگاه در شهر اوفیر، آلاسکا کشور ایالات متحده آمریکا قرار دارد و در ارتفاع ۱۷۵ متری از سطح دریا واقع شده است.